# 克里斯塔普斯·波爾津吉斯
克里斯塔普斯·波爾辛吉斯（1995年8月2日—），生於拉脫維亞利耶帕亞，為拉脫維亞職業籃球運動員。現效力於NBA聯盟亞特蘭大老鷹，場上位置為大前鋒跟中鋒。
在2015年NBA選秀中，他被紐約尼克在首轮第四順位選中。2015-16赛季入选NBA最佳新秀陣容第一隊，2017年获得NBA技術挑戰賽冠军，2018年入選NBA全明星賽。
波爾辛吉斯是一名擁有罕見體能條件的長人球員，7呎3吋的身高同時具備鋒衛搖擺人水準的速度、協調性和爆發力，使NBA巨星凱文·杜蘭特將波爾辛吉斯比喻為「獨角獸」。在杜蘭特的評價之後，球迷便將同時具有過人身高與協調性的內線球員稱為「獨角獸類型球員」，而波爾辛吉斯也因此成為了這類球員的始祖。

## 早年生活
波爾辛吉斯的父母和哥哥都是籃球運動員。波爾辛吉斯12歲的時候，他在歐洲打球的哥哥Janis帶他參加球隊休賽期的訓練。直到15歲，一名來自拉脫維亞的代理人將波爾辛吉斯的比賽錄像剪輯片段送到了義大利和西班牙，這條短片引起了塞維亞籃球俱樂部的好奇心。他們邀請當時身高6英尺8英吋（2.03米），體重157磅（71公斤）的波爾辛吉斯到隊中試訓。波爾辛吉斯加入賽維亞籃球俱樂部，以至於後來將全家人都帶到了西班牙。在培訓的初期，波爾辛吉斯經常出現異常的發熱現象，除此之外他還會感到肌肉無力以及莫名的疲勞，只能勉強完成訓練的項目。塞維亞籃球俱樂部的營養學家診斷出波爾辛吉斯患有貧血，也就是他的紅血球較常人少，這使他容易感到疲勞、氣短以及無力運動。不過，他逐漸克服了這種情況，並開始有所改善。

## NBA生涯
波爾辛吉斯在2014年時便被奧蘭多魔術給出了第四順位的選秀保證並制定出專屬的長期培養計劃，希望波爾辛吉斯能夠參加2014年的NBA選秀會，但波爾辛吉斯最終沒有參選。
在2015年各家選秀網站的預測中，波爾辛吉斯一直被認為會在樂透區中段中選。波爾辛吉斯與其團隊在選秀會前即鎖定紐約尼克，紐約尼克也在考察後認為波爾辛吉斯應該用第四順位選下。而前一年希望選下波爾辛吉斯的魔術隊在樂透抽籤抽中第五順位後，便早已認為沒機會選中波爾辛吉斯。

### 紐約尼克（2015-2019）

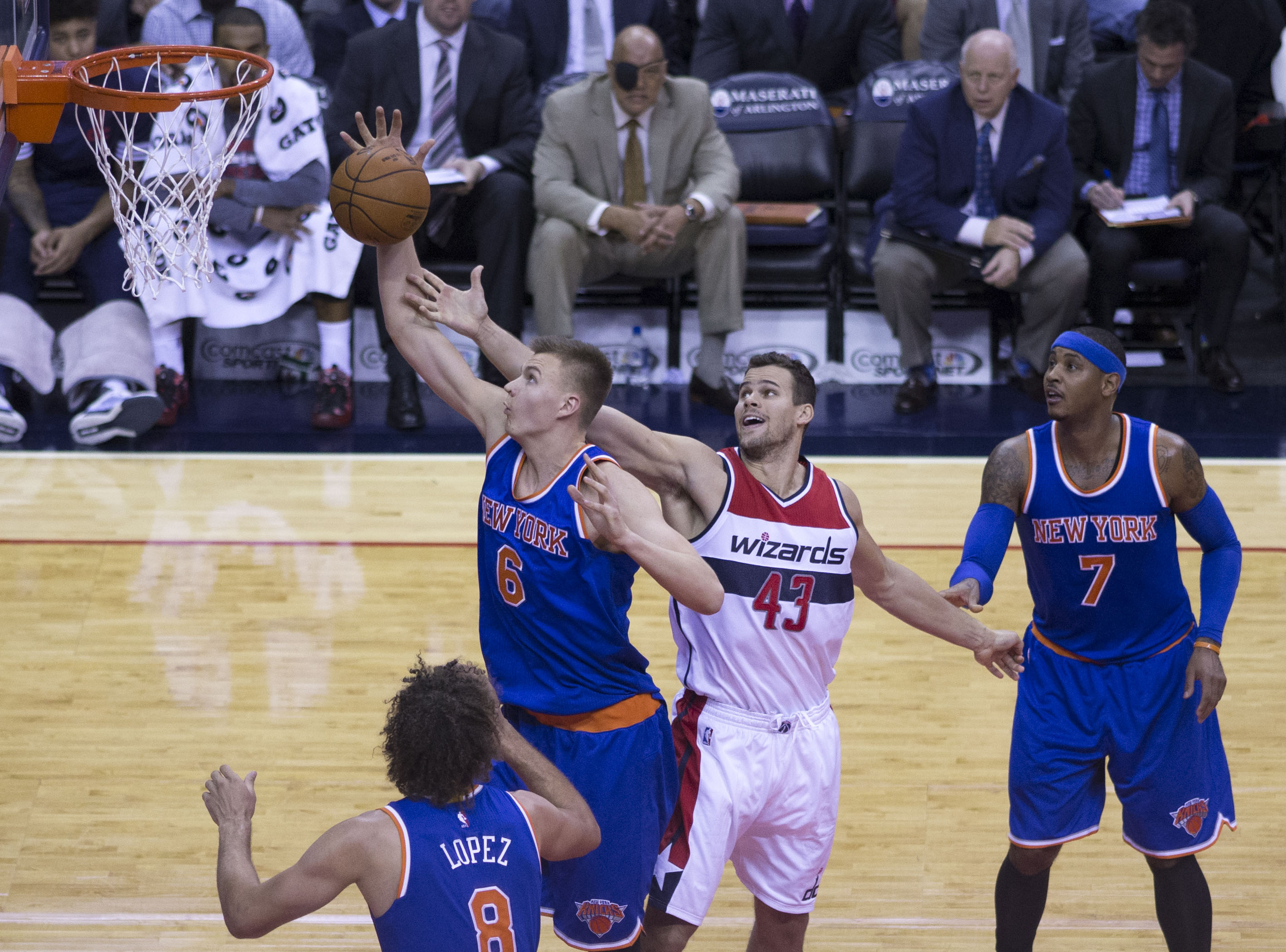
波尔辛吉斯上籃

波爾辛吉斯在2015年NBA選秀會上被紐約尼克以首輪第四順位摘下。當時全場一片噓聲，許多人並不看好這名來自拉脫維亞的歐陸長人、甚至被轉播鏡頭捕捉到有小孩哭著比倒讚。

#### 2015-16賽季
10月28日，波爾辛吉斯在NBA首秀中拿下16分，開啟了他的NBA生涯，並且隨著賽季進行陸續打破了不少組合數據的最年輕紀錄。
波爾辛吉斯在新秀賽季展現出和身高不符的機動性和爆發力，甚至一度以被形容為「噁心」的補籃出名；同時在防守端有著強大的護框能力，並且防守進階數據排名位於同位置聯盟前五；同時也在對陣夏洛特黃蜂的比賽中負責執行絕殺球並投進，但經過回放後因為晚了0.1秒出手而被判定無效。當時的波爾辛吉斯被認為只要能夠學會控制犯規，就能成為下一個用防守統治聯盟的球員。
賽季結束時，波爾辛吉斯先發出戰了72場比賽，場均能夠得到14.3分、7.3個籃板、1.3次助攻和1.9個阻攻，最終在NBA年度最佳新秀投票中獲得第二名並入選年度新秀第一隊。 

#### 2016-17賽季
2016-17賽季，波爾辛吉斯確立了作為球隊巨星安東尼的副手的地位、實力也較上季有所成長，場均能夠送出18.1分、7.2籃板和2阻攻，並且偶爾有爆炸性表現。
這個賽季波爾辛吉斯入選了技術挑戰賽。在技術挑戰賽中，波爾辛吉斯先後擊敗德马库斯·考辛斯、尼古拉·约基奇和戈登·海沃德等已經入選過明星賽的球星，奪下技術挑戰賽冠军。
賽季期間，尼克總裁「禪師」菲爾·傑克森為了交易尼克主將卡梅羅·安東尼，數次抨擊並毀壞其名聲。對此波爾辛吉斯選擇和安東尼站在一起，開始對傑克森與球隊堅持的三角戰術體系感到疑惑。
2017年休賽季，尼克總裁「禪師」菲爾傑克森遭到開除。即使傑克森被開除，安東尼仍然主動求去。在尼克把安東尼交易至雷霆後，波爾辛吉斯成為了尼克的門面。

#### 2017-18賽季
2017-18賽季，波爾辛吉斯首次作為當家球星獨挑大樑，在開幕戰轟下31分12籃板，並最終交出了賽季場均22.7分、6.6籃板和2.4阻攻的成績。2018年年初，波爾辛吉斯入選生涯首次的明星賽，但隨即在對陣密爾瓦基公鹿的比賽中左膝十字韌帶撕裂、賽季報銷。
這個賽季的尼克，在賽季前半依然能夠維持五成左右的勝率，但隨著波爾辛吉斯受傷報銷，尼克仍在賽季後半段跌出季後賽行列。根據波爾辛吉斯本人的說法，他在休賽季增加的體重會隨著賽季進行掉回原本的體重。

#### 2018-19賽季
由於上個賽季左膝十字韌帶撕裂的傷勢，尼克並不期望波爾辛吉斯能夠在2018-19賽季回歸，並希望波爾辛吉斯能養好傷再上陣。但是此時波爾辛吉斯傳出對於球隊高層不滿、哥哥兼經紀人的Janis Porzingis也傳出持續在干涉球隊高層。
2019年2月1日，仍在養傷的波爾辛吉斯在和球團會面之後，詢問了交易自己的可能性。尼克為了避免波爾辛吉斯求去的事情變得高調而造成後續操作處於劣勢，選擇在毫無風聲的情況下第一時間和達拉斯獨行俠完成一筆涉及7名球員的交易，並且另外獲得了兩個未來首輪籤。
波爾辛吉斯在這個賽季沒有出賽，在養傷期間和獨行俠達成了五年一億三千五百萬美金的延長合約協議。

### 達拉斯獨行俠（2019-2022）
由於波爾辛吉斯對尼克球團表示不滿並希望被交易，尼克在消息走漏前秘密和獨行俠達成交易，送出波爾辛吉斯、考特尼·李、小蒂姆·哈达威與特雷·伯克，換回了威斯利·馬修斯、小丹尼斯·史密斯、德安德魯·喬丹、2021年無保護首輪籤和2023年前十順位保護首輪籤。
由於波爾辛吉斯和獨行俠傳奇巨星德克·諾威斯基有許多相似之處，獨行俠老闆馬克·庫班非常期待波爾辛吉斯、希望他能和2018年探花盧卡·唐西奇組成強大的歐陸鋒線組合。

#### 2019-20賽季
2019-20賽季，獨行俠確立了以唐西奇和波爾辛吉斯兩人為重心的雙核進攻體系。波爾辛吉斯在這個賽季場均能夠交出20.4分、9.5籃板和2阻攻的表現，獨行俠以43勝32敗的戰績位居西區第七。由於肺炎疫情，獨行俠整季只有75場例行賽比賽，而波爾辛吉斯出戰了其中57場。
波爾辛吉斯在這個賽季第一次出場季後賽，場均能用50-50-85以上的投籃三圍送出23.7分、8.7籃板的成績。波爾辛吉斯在季後賽中途因為遭遇右膝半月板撕裂傷勢而季後賽報銷，獨行俠最後也在首輪被洛杉磯快艇以4-2擊退。

#### 2020-21賽季
2020-21賽季，波爾辛吉斯場均依然能夠交出20.1分8.9籃板的成績單。但獨行俠團隊防守不佳，他因負擔加劇而出現各種傷勢，在72場例行賽中僅出戰43場。
這個賽季的獨行俠以42勝30敗的戰績位居西區第五，在季後賽首輪再次以4-3敗給快艇。波爾辛吉斯在季後賽中打滿七場，由於在戰術上被拔除球權而僅能以47.2%的命中率場均出手10.3球，獲得13.1分5.4籃板的成績。
2021年休賽季，獨行俠決定開除總教練瑞克·卡萊爾，並找回2011年隨隊奪冠的傑森·基德作為總教練。

#### 2021-22賽季前半
2021-22賽季，換帥後的獨行俠戰績一直保持在西區前段班。波爾辛吉斯在上半季打了34場比賽、場均繳出19.2分7.7籃板1.7阻攻的成績。
隨著波爾辛吉斯在季中再次因為獨挑防守大樑而倒下，獨行俠最終決定將波爾辛吉斯交易至華盛頓巫師。
在將波爾辛吉斯交易之後，獨行俠最終以52勝30敗的戰績位居西區第四。並且在2022年季後賽中沒有碰上前兩年的對手快艇，一路闖進分區冠軍賽才倒下。在之後的2022-23賽季，獨行俠的團隊防守更加惡化，最終以38勝44敗位居西區第十一名無緣附加賽。

### 華盛頓巫師（2022-2023）
2022年2月10日，一直沒辦法成功在自由市場中補強防守的獨行俠決定將進攻最大化，在賽季中途選擇向波爾辛吉斯開刀。獨行俠將波爾辛吉斯和一個2022年二輪籤交易到華盛頓巫師，換回史賓賽·丁威迪和戴維斯·貝坦斯 。

#### 2021-22賽季後半
2021-22賽季後半，波爾辛吉斯在賽季期間被交易到巫師。他在17場比賽中交出22.1分8.8籃板1.5阻攻的成績，巫師最終以35勝47敗、東區第十二的成績結束賽季。
整個2021-22賽季，波爾辛吉斯在兩支球隊出戰了51場，繳出20.2分8.1籃板1.6阻攻的成績並以無傷病的狀態進入休賽季。
2022年休賽季，由於波士頓賽爾提克十一冠傳奇中鋒比爾·羅素於2022年7月31日過世，NBA決定退休全聯盟所有球隊的6號球衣以紀念這位傳奇中鋒。生涯七個賽季皆身穿6號球衣的波爾辛吉斯由於在新賽季以前便已穿著6號球衣而被允許繼續使用6號。

#### 2022-23賽季
從17-18賽季開始便只有兩年以東區第八吊車尾進入季後賽的巫師，在這個賽季擁有布萊德利·比爾和波爾辛吉斯兩位曾經入選過全明星的球員。波爾辛吉斯在這個賽季出戰65場比賽，場均得到生涯新高的23.2分以及8.4籃板1.5阻攻。在賽季的最後六場比賽由於健康安全協議以及巫師決定放棄賽季而提前關機，最終巫師再次以35勝47敗、東區第十二的戰績結束賽季。
2023年休賽季，波爾辛吉斯將要決定合約中的球員選擇權。而巫師在此時選擇全部推倒重建，並對包含波爾辛吉斯在內的陣中球星們開始交易操盤。

### 波士頓賽爾提克（2023-2025）
2023年6月22日，已經決定徹底重建並開啟了休賽季第一槍將球隊主將比爾交易至鳳凰城太陽的巫師，在合約選項的截止時間前讓波爾辛吉斯選擇執行球員選項，並和波士頓賽爾提克、曼斐斯灰熊完成三方交易，將波爾辛吉斯送至2022-23賽季在東區冠軍賽落敗、正處於爭冠狀態的賽爾提克。
由於賽爾提克的6號球衣正是由前一年剛過世、被全聯盟退休背號的賽爾提克傳奇中鋒比爾·羅素所使用，因此波爾辛吉斯必須更換背號。6月30日，賽爾提克官方宣布波爾辛吉斯將會穿上8號球衣出戰新賽季 。

#### 2023-24賽季
2023-24賽季，賽爾提克對波爾辛吉斯多有保護，雖然帳面上僅出賽57場，但缺賽其實大多為輪休。整個賽季，波爾辛吉斯作為球隊的第三、第四得分點，場均以51.6%命中率送出20.1分7.2籃板1.9阻攻。
2023-24年季後賽，在首輪對邁阿密熱火先發上場四場後，便因為腿部拉傷而進入傷兵名單。但賽爾提克足夠強大，直到總冠軍賽都讓波爾辛吉斯休息。
總冠軍賽面對達拉斯獨行俠，波爾辛吉斯帶傷作為替補復出並控制了上場時間。第一戰便在20分鐘內13投8中拿下20分6籃板3阻攻。第二場也在23分鐘內以僅僅7次出手便拿下12分4籃板2阻攻，賽爾提克皆收下勝利。
但是波爾辛吉斯在第二戰一次防守中倒地，多打了幾個回合後賽爾提克為了保險起見讓波爾辛吉斯事先退場。檢查後醫生表示波爾辛吉斯內側支持韌帶撕裂導致後脛骨肌腱脫位，如果使用運動膠帶還是能繼續上場。但賽爾提克在總冠軍賽2-0領先之下保險起見讓波爾辛吉斯休戰。
波爾辛吉斯在缺陣兩場後帶傷回歸，替補上場16分鐘。儘管帳面上僅4投2中拿下5分1籃板並不亮眼，但他多以製造犯規及防守來為比賽產生影響。
波爾辛吉斯在五場總冠軍賽中出戰三場，場均上場20分鐘，以58.3%命中率交出12.3分3.7籃板1.6阻攻。整個季後賽場均上陣23.5分鐘，以46.7%命中率交出12.2分4.4籃板1.1助攻0.7抄截1.6阻攻。
最終賽爾提克以4-1戰勝獨行俠奪冠，波爾辛吉斯也拿下生涯第一座總冠軍。

#### 2024-25賽季
2024-25賽季，波爾辛吉斯在例行賽依然能以48.3%命中率和41.2%三分命中率場均攻下19.5分6.8籃板1.5阻攻。但波爾辛吉斯在賽季中遭遇會使身體狀況突然崩潰的不明病症，這使他缺席了大量例行賽。另外由於賽爾提克的薪資壓力，賽季後陣容解體的流言四起，首當其衝的便是波爾辛吉斯。
季後賽，賽爾提克在首輪以4-1戰勝奧蘭多魔術。在第二輪面對老東家紐約尼克的首戰，波爾辛吉斯使身體狀況崩潰的病症復發，僅上場14分鐘便退場。雖然整個系列賽都持續抱病替補上陣十分鐘左右，但受病症影響，狀況肉眼可見的低迷。

## 國家隊生涯
(2023年以前的國家隊生涯歷史待補充)
2023年，拉脫維亞國家隊首次晉級了世界盃籃球賽，波爾辛吉斯也作為國家隊成員之一出戰了資格賽。2023年8月，波爾辛吉斯沒有出戰任何一場熱身賽，並傳出腳傷消息，但波爾辛吉斯仍持續跟著國家隊一同訓練。2023年8月16日，波爾辛吉斯宣布發生足底筋膜炎傷勢，確定無法出戰世界盃。

## 職業生涯數據

### NBA例行賽數據統計
| 賽季     | 球隊     | GP  | GS  | MPG  | FG%  | 3P%  | FT%  | RPG | APG | SPG | BPG | PPG  |
| -------- | -------- | --- | --- | ---- | ---- | ---- | ---- | --- | --- | --- | --- | ---- |
| 2015–16  | NYK      | 72  | 72  | 28.4 | 42.1 | 33.3 | 83.8 | 7.3 | 1.3 | 0.7 | 1.9 | 14.3 |
| 2016–17  | NYK      | 66  | 65  | 32.8 | 45.0 | 35.7 | 78.6 | 7.2 | 1.5 | 0.7 | 2.0 | 18.1 |
| 2017–18  | NYK      | 48  | 48  | 32.4 | 43.9 | 39.5 | 79.3 | 6.6 | 1.2 | 0.8 | 2.4 | 22.7 |
| 2019–20  | DAL      | 57  | 57  | 31.8 | 42.7 | 35.2 | 79.9 | 9.5 | 1.8 | 0.7 | 2.0 | 20.4 |
| 2020–21  | DAL      | 43  | 43  | 30.9 | 47.6 | 37.6 | 85.5 | 8.9 | 1.6 | 0.5 | 1.3 | 20.1 |
| 2021–22  | DAL      | 34  | 34  | 29.5 | 45.1 | 28.3 | 86.5 | 7.7 | 2.0 | 0.7 | 1.7 | 19.2 |
| 2021–22  | WAS      | 17  | 17  | 28.2 | 47.5 | 36.7 | 87.1 | 8.8 | 2.9 | 0.7 | 1.5 | 22.1 |
| 2022–23  | WAS      | 65  | 65  | 32.6 | 49.8 | 38.5 | 85.1 | 8.4 | 2.7 | 0.9 | 1.5 | 23.2 |
| 2023–24† | BOS      | 57  | 57  | 29.6 | 51.6 | 37.5 | 85.8 | 7.2 | 2.0 | 0.7 | 1.9 | 20.1 |
| 職業生涯 | 職業生涯 | 459 | 458 | 30.9 | 45.9 | 36.1 | 83.1 | 7.9 | 1.8 | 0.7 | 1.8 | 19.7 |

### NBA季後賽數據統計
| 賽季     | 球隊     | GP | GS | MPG  | FG%  | 3P%  | FT%  | RPG | APG | SPG | BPG | PPG  |
| -------- | -------- | -- | -- | ---- | ---- | ---- | ---- | --- | --- | --- | --- | ---- |
| 2020     | DAL      | 3  | 3  | 31.3 | 52.5 | 52.9 | 87.0 | 8.7 | 0.7 | 0.0 | 1.0 | 23.7 |
| 2021     | DAL      | 7  | 7  | 33.3 | 47.2 | 29.6 | 84.2 | 5.4 | 1.3 | 1.3 | 0.7 | 13.1 |
| 2024†    | BOS      | 7  | 4  | 23.6 | 46.7 | 34.5 | 90.9 | 4.4 | 1.1 | 0.7 | 1.6 | 12.3 |
| 職業生涯 | 職業生涯 | 17 | 14 | 28.9 | 48.3 | 37.0 | 87.5 | 5.6 | 1.1 | 0.8 | 1.1 | 14.6 |

## 紀錄
2015年11月8日 他成為紐約尼克史上最年輕拿下25分10籃板的球員。
2015年11月22日 他成为NBA单场至少得到24分10篮板5盖帽数据最年轻球员（20岁111天）。

## 個人軼事

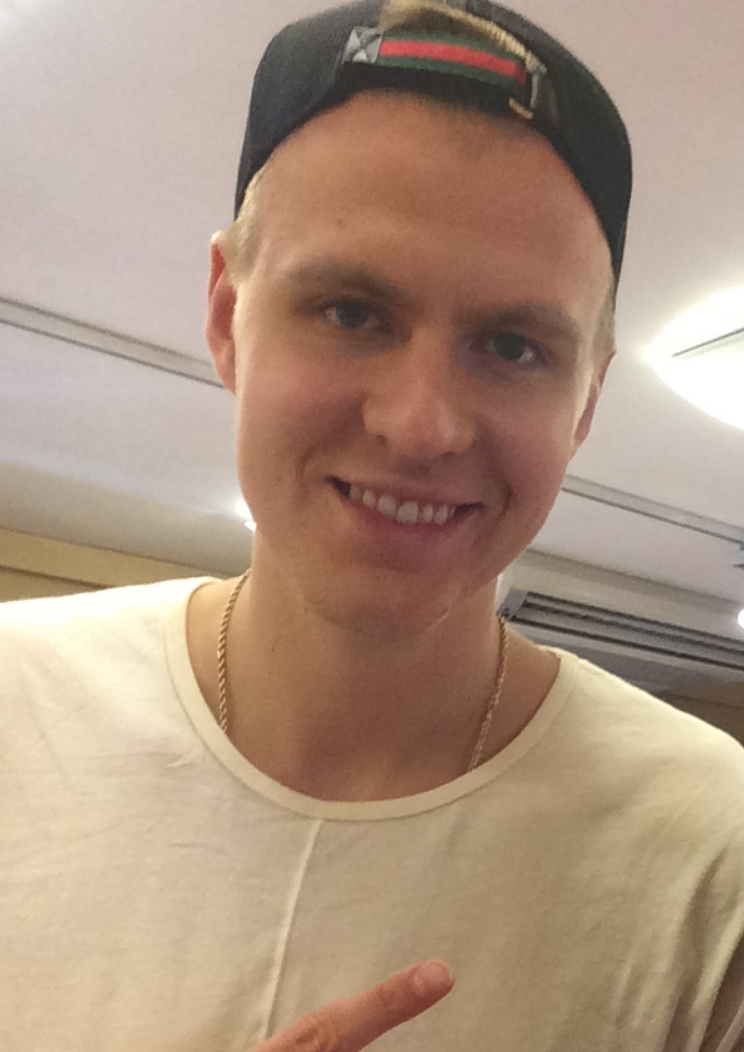
波爾辛吉斯在拉脫維亞。

- 波爾辛吉斯出生於籃球家庭。他的父親Talis活躍於拉脫維亞本土的聯賽。母親Ingrida以前是拉脫維亞婦女青年國家籃球隊的成員。波爾辛吉斯的哥哥Janis年紀大他十三歲，也是職業籃球員。在西班牙度過了兩個賽季和生活在塞維亞將近兩年後，波爾辛吉斯除了西班牙語，還能夠流利的使用英語。一位行政人員稱讚他英文說的非常好。

- 波爾辛吉斯經常被拿來與歐洲著名球員德克·諾威斯基相比，兩人皆來自歐洲，身高7呎又具備優異的外線手感。諾威斯基受訪時表示：「我非常喜歡他，無論是場上還是場外，他是一名優秀的天才。他的天賦太棒了，在場上無所不能，從不輕言放棄。他訓練刻苦，永遠想要不斷學習和進步。這樣一個2.20米的大個子，卻有著這麼好的投射能力，我認為他是獨一無二的。」

- 波爾辛吉斯在2015年選秀會上以第四順位被紐約尼克選中時，有一位穿著尼克球衣的小孩哭著比倒讚表示討厭尼克的決定。在波爾辛吉斯的新秀賽季結束後，這位孩子已經成為了波爾辛吉斯的粉絲，並穿著波爾辛吉斯的球衣和波爾辛吉斯合照。

- 2016年10月，耐吉與波爾辛吉斯的4年球鞋合約在10月1號正式到期，聽取多家品牌對自己未來的規劃及報價後，波爾辛吉斯選擇接受愛迪達開出的每年3至5百萬為期7年的合約，而耐吉公司拒絕跟進報價，波爾辛吉斯正式與愛迪達簽下球鞋合約。